# Greffe gingivale
Une greffe gingivale est une greffe autologue de gencive. C'est une chirurgie muco-gingivale.

## Principe
De la gencive est prélevée depuis un site donneur (en général au niveau du palais), puis greffée sur la zone de la récession gingivale (site receveur).

## Buts / indications
On dénombre cinq grands cas de motivation pour décider de pratiquer sur un patient une greffe gingivale:
- Stopper l'évolution des récessions gingivales
- Recouvrir une racine dénudée.
- Diminuer l'hypersensibilité dentinaire liée à cette exposition.
- Esthétique.
- Apport préventif de gencive kératinisée si de la prothèse ou un traitement orthodontique est prévu.

## Techniques
Il existe de nombreuses techniques.
- Greffe épithélio-conjonctive ou greffe de pleine épaisseur.

Le greffon prélevé est total : épithélium kératinisé + conjonctif. Ce type de greffe permet surtout une augmentation et un renforcement de la gencive kératinisée. Elle peut permettre un recouvrement plus ou moins important (rarement total) de la racine.
- Greffe de conjonctif enfoui.

On prélève seulement le tissu conjonctif, sans épithélium ; il sera glissé sous l'épithélium du site receveur. Ce type de greffe permet un recouvrement de la racine et la création de gencive attachée ou de papilles inter-dentaires.
- Lambeau déplacé latéralement.

On décolle une partie de la gencive et on la déplace. Permet un recouvrement des récessions et un apport de gencive.
- Lambeau déplacé coronairement.

Permet de recouvrir une ou plusieurs récessions gingivales.
- Lambeau positionné apicalement.

Permet d'augmenter la hauteur du moignon (avant de faire une couronne).